# Canohès
Canohès [kano.ɛs]  est une commune française située dans l'est du département des Pyrénées-Orientales, en région Occitanie. Sur le plan historique et culturel, la commune est dans le Roussillon, une ancienne province du royaume de France, qui a existé de 1659 jusqu'en 1790 et qui recouvrait les trois vigueries du Roussillon, du Conflent et de Cerdagne.
Exposée à un climat méditerranéen, elle est drainée par la Basse, el Correc, l'Adou et par un autre cours d'eau.
Canohès est une commune urbaine qui compte 6 575 habitants en 2022, après avoir connu une forte hausse de la population depuis 1962. Elle est dans l'agglomération de Perpignan et fait partie de l'aire d'attraction de Perpignan. Ses habitants sont appelés les Canouhards ou  Canouhardes.

## Géographie

### Localisation
La commune de Canohès se trouve dans le département des Pyrénées-Orientales, en région Occitanie.
Elle se situe à 7 km à vol d'oiseau de Perpignan, préfecture du département
La commune fait en outre partie du bassin de vie de Perpignan.
Les communes les plus proches sont : 
Toulouges (2,1 km), Pollestres (3,1 km), Ponteilla (3,3 km), Le Soler (4,7 km), Trouillas (5,0 km), Villeneuve-la-Rivière (5,3 km), Baho (5,5 km), Llupia (6,3 km).
Sur le plan historique et culturel, Canohès fait partie de l'ancienne province du royaume de France, le Roussillon, qui a existé de 1659 jusqu'à la création du département des Pyrénées-Orientales en 1790 et qui recouvrait les trois vigueries du Roussillon, du Conflent et de Cerdagne.

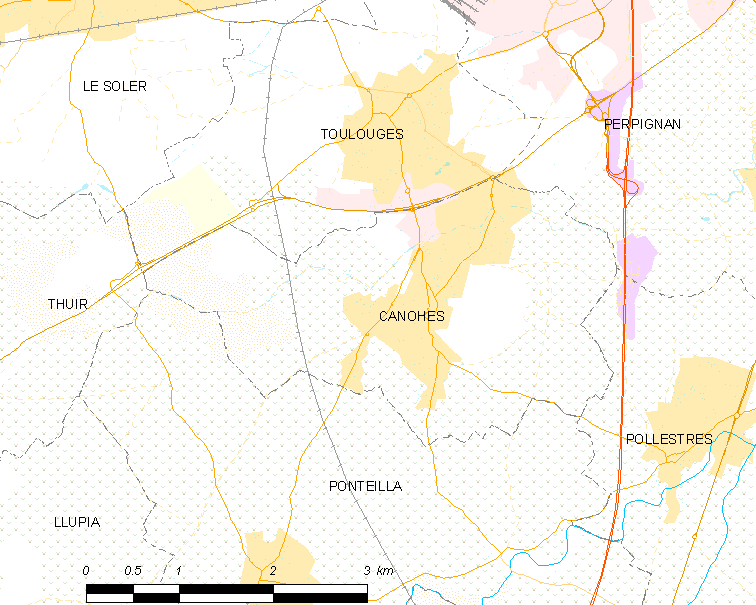
Carte de la commune.

|       | Toulouges | Perpignan  |
| Thuir | Canohès   | Pollestres |
|       | Ponteilla |            |

### Géologie et relief
Le village est situé au bord d'une dépression formant un étang aux bords marécageux actuellement en grande partie asséché.
La superficie de la commune est de 856 hectares. L'altitude varie entre 54 et 104 mètres.
La commune est classée en zone de sismicité 3, correspondant à une sismicité modérée.

### Hydrographie
- Ruisseau de « Les Canals ».
  - Il amène l'eau de la Têt, et ce d'Ille-sur-Têt à Perpignan.
  - Il traverse Canohès, au nord, et son origine semble remonter au Xe siècle. Il a subi depuis l'origine diverses modifications. Il a été en effet fortement réaménagé par Jacques II, roi de Majorque, dont il est sans doute la réalisation la plus prestigieuse. Le ruisseau permet l'irrigation de la rive droite de la Têt et servait de source d'énergie à plusieurs moulins royaux. Bordé d'arbres qui dispensent une ombre bienfaitrice en été, propriété de la ville de Perpignan, le chemin qui le longe est aujourd'hui une très agréable promenade pour les canouhards, et sa transformation en piste cyclable est envisagée dans le Cadre de la voie verte entre Perpignan et Villefranche-de-Conflent.

### Climat
Pour des articles plus généraux, voir Climat de l'Occitanie et Climat des Pyrénées-Orientales.
En 2010, le climat de la commune est de type climat méditerranéen franc, selon une étude du CNRS s'appuyant sur une série de données couvrant la période 1971-2000. En 2020, Météo-France publie une typologie des climats de la France métropolitaine dans laquelle la commune est exposée à un climat méditerranéen et est dans la région climatique Provence, Languedoc-Roussillon, caractérisée par une pluviométrie faible en été, un très bon ensoleillement (2 600 h/an), un été chaud (21,5 °C), un air très sec en été, sec en toutes saisons, des vents forts (fréquence de 40 à 50 % de vents > 5 m/s) et peu de brouillards.
Pour la période 1971-2000, la température annuelle moyenne est de 14,8 °C, avec une amplitude thermique annuelle de 15,7 °C. Le cumul annuel moyen de précipitations est de 640 mm, avec 5,5 jours de précipitations en janvier et 2,7 jours en juillet. Pour la période 1991-2020, la température moyenne annuelle observée sur la station météorologique la plus proche, située sur la commune de Perpignan à 7 km à vol d'oiseau, est de 16,0 °C et le cumul annuel moyen de précipitations est de 578,3 mm,. Pour l'avenir, les paramètres climatiques de la commune estimés pour 2050 selon différents scénarios d’émission de gaz à effet de serre sont consultables sur un site dédié publié par Météo-France en novembre 2022.

### Milieux naturels et biodiversité
Aucun espace naturel présentant un intérêt patrimonial n'est recensé sur la commune dans l'inventaire national du patrimoine naturel,,.

## Urbanisme

### Typologie
Au 1er janvier 2024, Canohès est catégorisée centre urbain intermédiaire, selon la nouvelle grille communale de densité à sept niveaux définie par l'Insee en 2022.
Elle appartient à l'unité urbaine de Perpignan, une agglomération intra-départementale regroupant 15  communes, dont elle est une commune de la banlieue,,. Par ailleurs la commune fait partie de l'aire d'attraction de Perpignan, dont elle est une commune de la couronne,. Cette aire, qui regroupe 118 communes, est catégorisée dans les aires de 200 000 à moins de 700 000 habitants,.

### Occupation des sols
L'occupation des sols de la commune, telle qu'elle ressort de la base de données européenne d’occupation biophysique des sols Corine Land Cover (CLC), est marquée par l'importance des territoires agricoles (71 % en 2018), en diminution par rapport à 1990 (82 %). La répartition détaillée en 2018 est la suivante : 
cultures permanentes (59,5 %), zones urbanisées (27 %), zones agricoles hétérogènes (11,4 %), zones industrielles ou commerciales et réseaux de communication (2 %). L'évolution de l’occupation des sols de la commune et de ses infrastructures peut être observée sur les différentes représentations cartographiques du territoire : la carte de Cassini (XVIIIe siècle), la carte d'état-major (1820-1866) et les cartes ou photos aériennes de l'IGN pour la période actuelle (1950 à aujourd'hui).

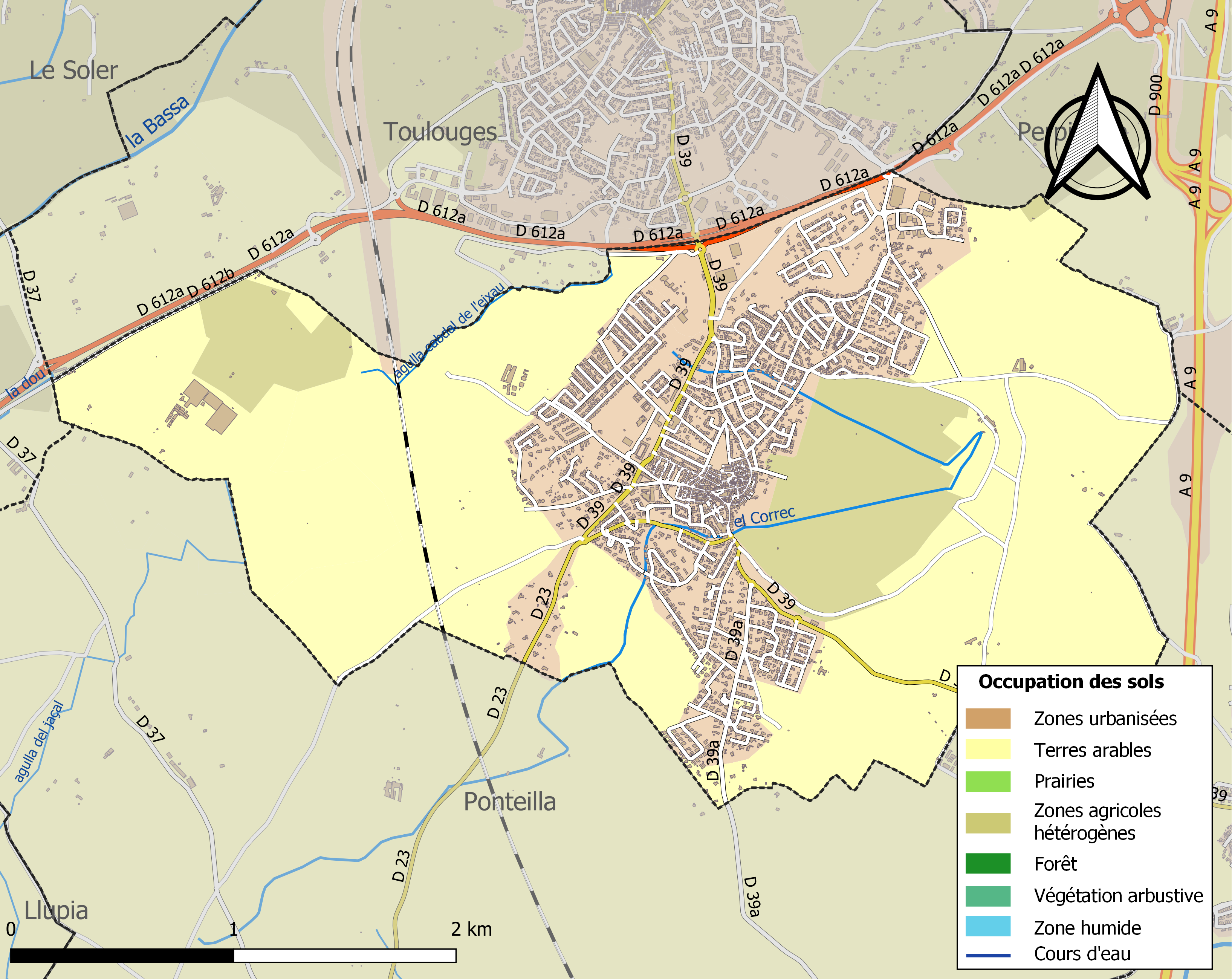
Carte des infrastructures et de l'occupation des sols de la commune en 2018 (CLC).

### Voies de communication et transports
La ligne 4 du réseau urbain Sankéo relie le centre de la commune à Torreilles, en desservant au passage le centre de Perpignan, et notamment sa gare SNCF.

### Risques majeurs
Le territoire de la commune de Canohès est vulnérable à différents aléas naturels : inondations, climatiques (grand froid ou canicule), mouvements de terrains et séisme (sismicité modérée). Il est également exposé à un risque technologique,  le transport de matières dangereuses,.

#### Risques naturels
Certaines parties du territoire communal sont susceptibles d’être affectées par le risque d’inondation par crue torrentielle de cours d'eau du bassin de la Têt. La commune fait partie du territoire à risques importants d'inondation (TRI) de Perpignan-Saint-Cyprien, regroupant 43 communes du bassin de vie de l'agglomération perpignanaise, un des 31 TRI qui ont été arrêtés le 12 décembre 2012 sur le bassin Rhône-Méditerranée. Des cartes des surfaces inondables ont été établies pour trois scénarios : fréquent (crue de temps de retour de 10 ans à 30 ans), moyen (temps de retour de 100 ans à 300 ans) et extrême (temps de retour de l'ordre de 1 000 ans, qui met en défaut tout système de protection),.
Les mouvements de terrains susceptibles de se produire sur la commune sont liés au retrait-gonflement des argiles. Une cartographie nationale de l'aléa retrait-gonflement des argiles permet de connaître les sols argileux ou marneux susceptibles vis-à-vis de ce phénomène.

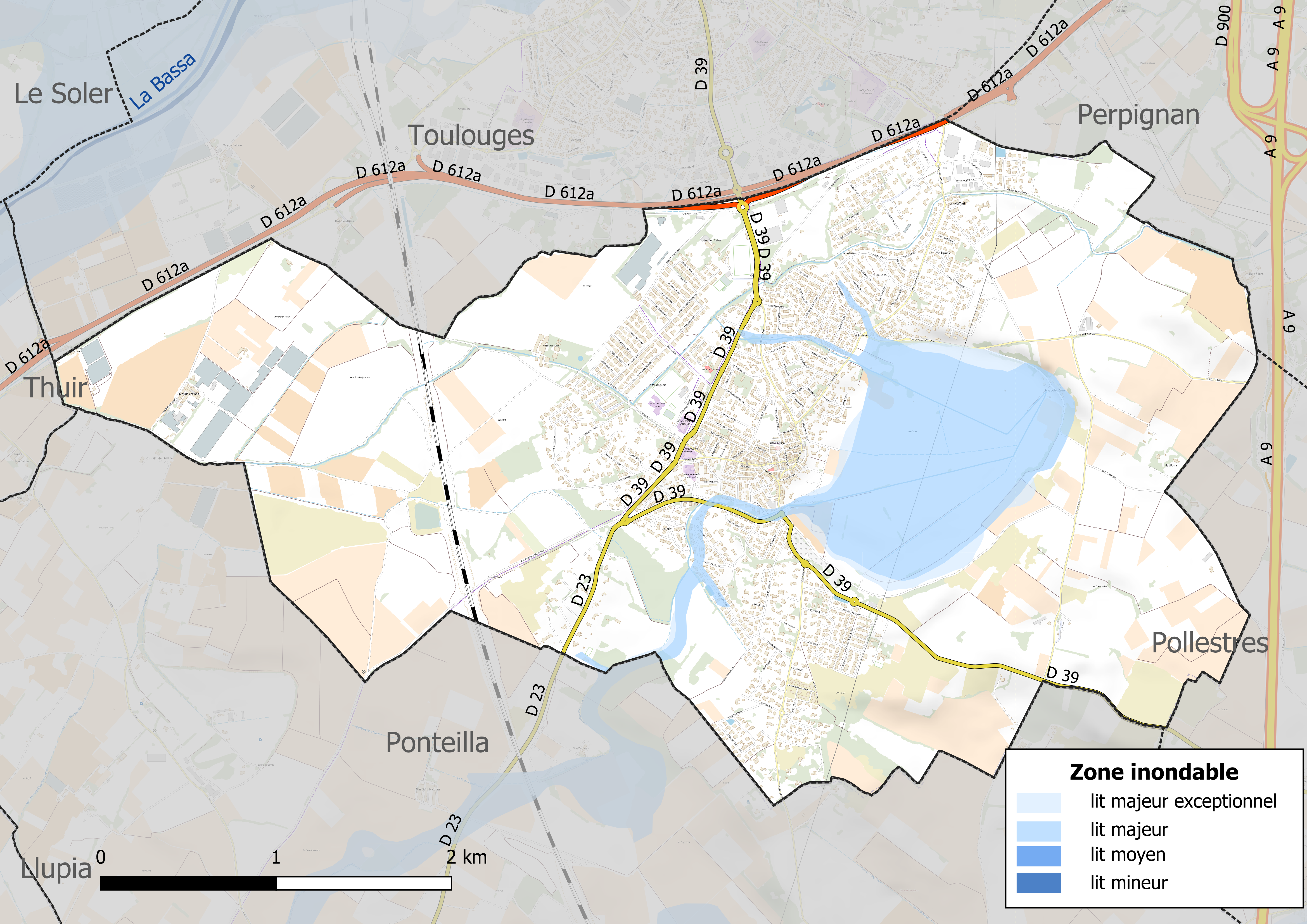
Carte des zones inondables.
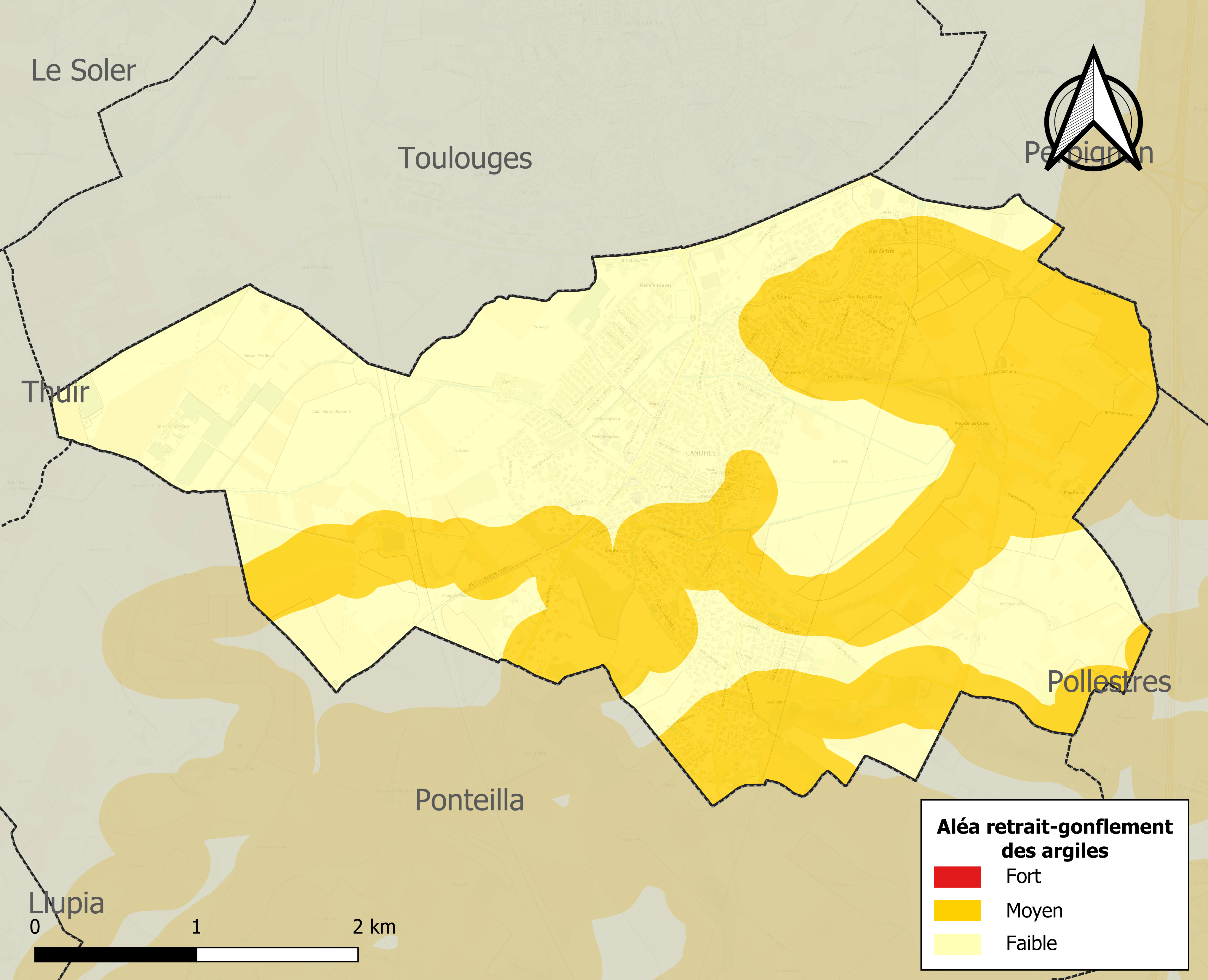
Carte des zones d'aléa retrait-gonflement des argiles.

#### Risques technologiques
Le risque de transport de matières dangereuses sur la commune est lié à sa traversée par une infrastructure ferroviaire. Un accident se produisant sur de telles infrastructures est en effet susceptible d’avoir des effets graves au bâti ou aux personnes jusqu’à 350 m, selon la nature du matériau transporté. Des dispositions d’urbanisme peuvent être préconisées en conséquence.

## Toponymie
Formes du nom
Les premières mentions du nom sont Kanoas (843), Canohas (951) et Kanovas (968). On rencontre ensuite Kanouas et Canoves au XIe siècle, Canoas au XIIe siècle, Canois au XIIIe siècle, Canohes et Canoes au XIVe siècle et Canoes, Canues et Canohes au XVIIe siècle.
En catalan, le nom de la commune est Cànoes.
Étymologie
Une première étymologie propose de trouver l'origine du nom de Canohès dans la racine pré-indo-européenne Kan et désignant une hauteur rocheuse, suivie du double suffixe -av -es. Mais cette origine semble peu probable du fait de la situation de ce village en plaine. Une autre hypothèse y voyait une contraction de l'expression casa nova et signifiant maisons nouvelles. Cette origine est également improbable car le terme casa qui existait déjà dans les formes anciennes d'autres noms de lieux de la même époque devrait apparaître aussi ici et ce n'est pas le cas. Une dernière origine improbable serait le latin cannaba, du pré-latin kan signifiant creux et du latin canna désignant le roseau, dont la forme ancienne n'aurait pu évoluer en Canohès.
L'étymologie la plus probable de Canohès est à chercher dans un nom composé de Kan (creux, ayant donné le canna déjà vu du roseau) et de Nauda (marécages). Le village était situé près d'un étang marécageux avec des roseaux et la contraction des deux termes a pu aboutir au kanoas du IXe siècle, l'accentuation du premier a ayant rendu neutre le deuxième qui ne s'entend quasiment plus, voire pas du tout, dans les formes les plus récentes, conduisant à la forme Cànus ou Cànoes en catalan normalisé. Malheureusement, l'administration française a mis un accent sur le -es final, le rendant sonore et dénaturant le nom d'origine.

## Histoire

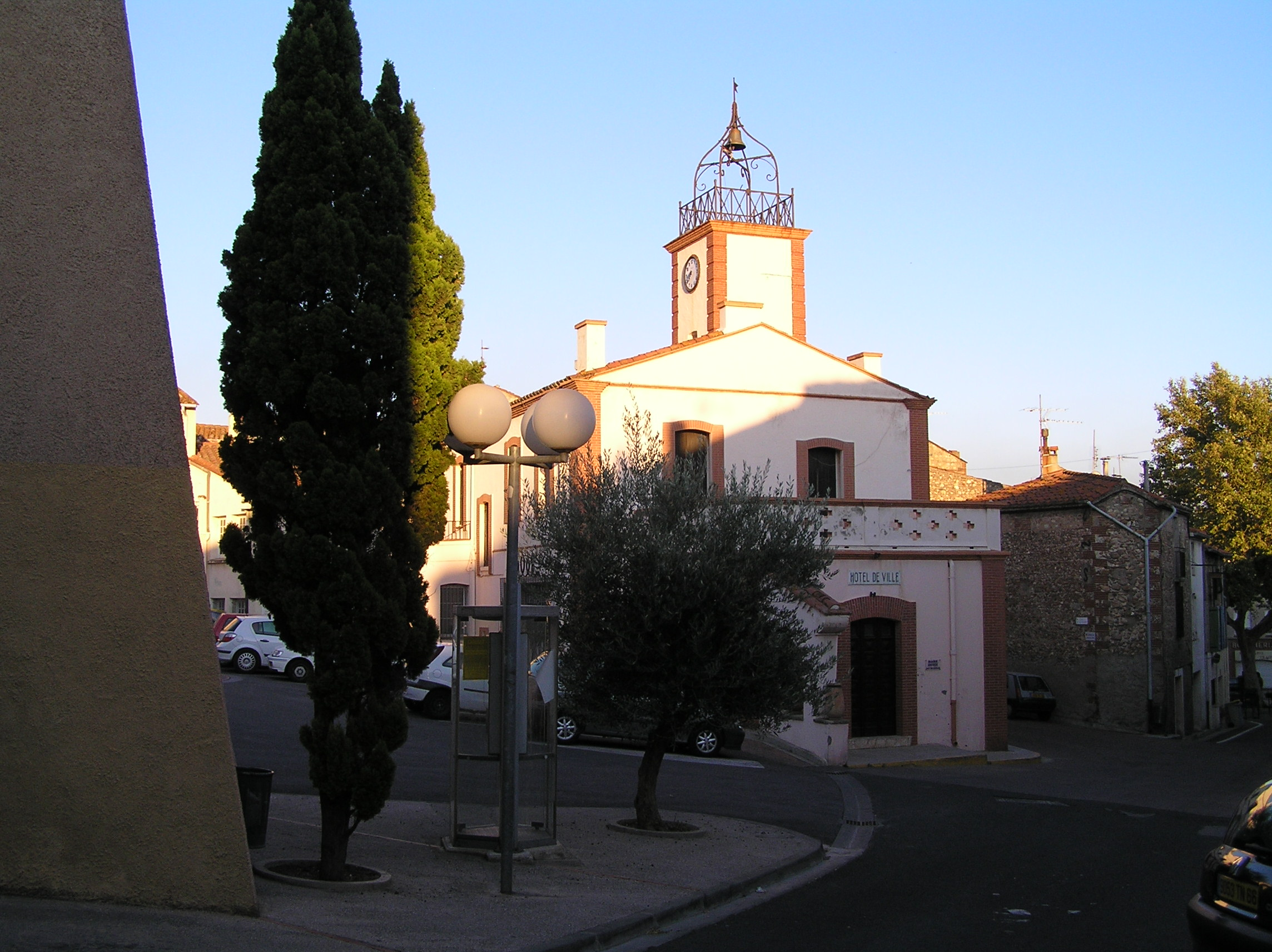
Canohès.

Quelques poteries et une hache polie trouvées au Camp del Roure témoignent d'une occupation du territoire au néolithique. D'autres poteries et fragments de murs près de l'église ainsi que des fragments d'amphores près du Mas de les Coves prouvent quant à eux l'occupation à l'époque romaine.
Six sites archéologiques sont répertoriés sur le territoire, aucun cependant n'a été jusqu'ici exploré cependant, lors des travaux pour le passage du TGV, un site wisigothique alors mis au jour à Manrèse a été fouillé avant d'être détruit.
Au Xe siècle, Canohès devient possession de l'abbaye de Lagrasse, dont les moines asséchèrent sans doute les marécages s'étendant sur toute la Prade, en contrebas du village.
Au XIVe siècle, le village est fortifié (il n'en reste presque aucune trace) : il est probable qu'il se soit développé autour d'une cellera beaucoup plus ancienne. En 1356 on dénombre 37 feux, en 1358 Canohès compte 46 feux. En 1359 la situation est telle que l'on ne peut déclarer que 2 feux (fochs) soumis à la taxe, comme en 1378 et 1470. En 1515, la communauté ne compte plus qu’un seul feu. En 1709, 39 feux, 1720, 30 feux, 1730, 31 feux. En 1767 Cànohes compte 139 habitants, en 1774, 194 habitants, en 1790, 72 habitants.
Comme toutes les communes du Roussillon, Canohès est annexé au royaume de France par le Traité des Pyrénées de 1659.
Canohès se trouve, en 1793, au centre de batailles de la guerre avec l'Espagne. Le 13 pluviose de l'an V (calendrier républicain), Canohès compte 114 habitants, en l'an VIII 175.
Canohès développe son agriculture grâce à l'assèchement des marécages et le canal de Perpignan (ou Les Canals). Ce canal a été aménagé par le roi Jacques II de Majorque pour irriguer les moulins (à Canohès le Mas du Moulin en est un vestige) et les châteaux royaux. Il traverse Canohès de part en part, depuis le mas Vézian, en provenance de Thuir, et au-delà du mas Gaffart, en direction de Perpignan.
Canohès connaît actuellement une grande expansion du fait de sa proximité avec Perpignan : sa population a triplé en trente ans.

## Politique et administration

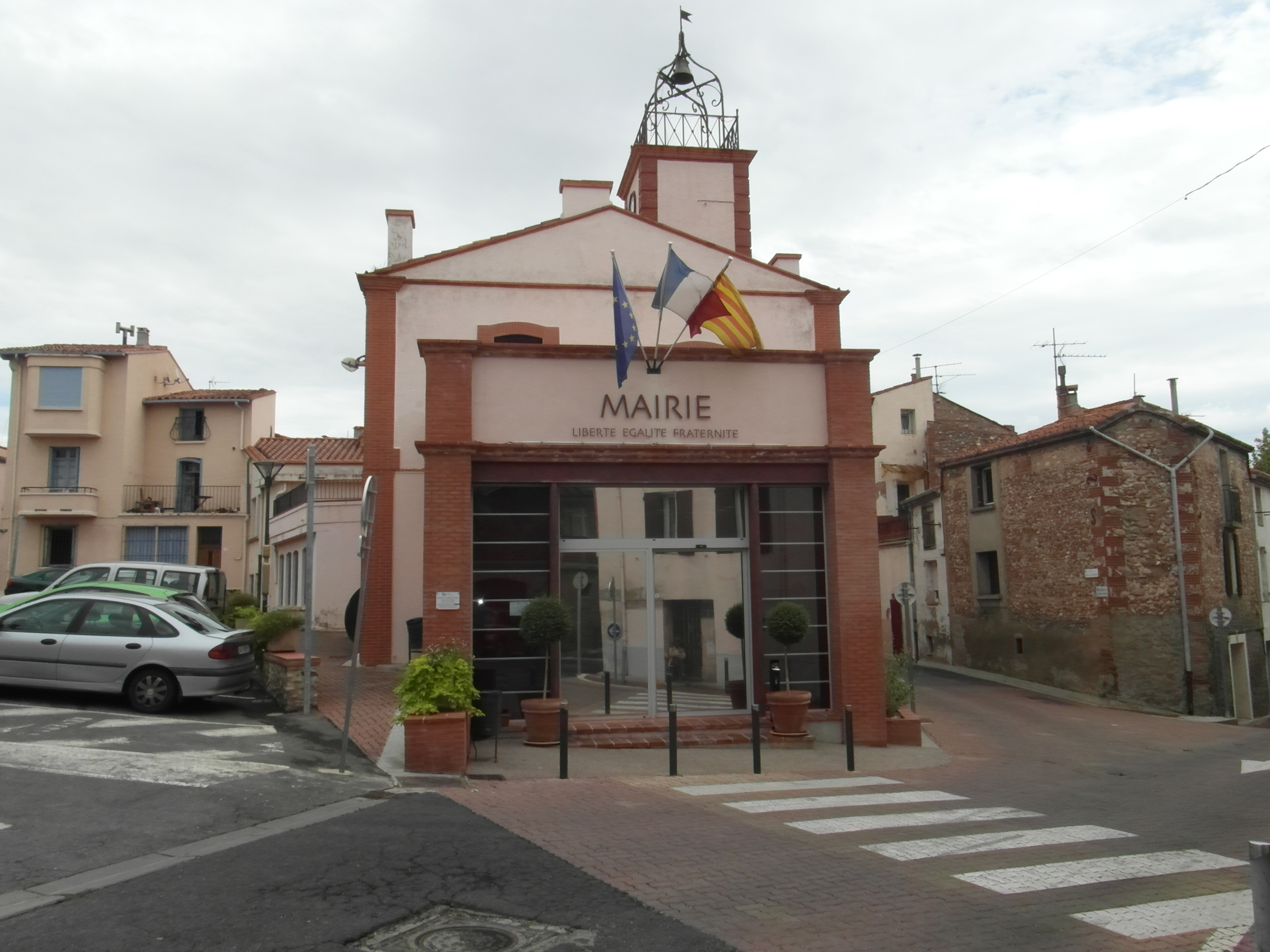
Mairie de Canohès.

### Canton
En 1790, la commune de Canohès est incluse dans le canton d'Elne. Elle rejoint en 1801 le canton de Perpignan-Est puis, à partir de 1973, le canton de Perpignan-V (renommé Perpignan-5 en 1985). La commune est rattachée en 1982 au canton de Toulouges, qu'elle ne quitte plus par la suite,.
À compter des élections départementales de 2015, la commune de Canohès rejoint le canton de Perpignan-5, déjà existant mais reconfiguré.

### Liste des maires
| Période   | Période   | Identité                 | Étiquette                                                               | Qualité |
| --------- | --------- | ------------------------ | ----------------------------------------------------------------------- | --- |
|           |           |                          |                                                                         | |
| 1800      | 1815      | Pierre Hostailier        |                                                                         | |
| 1815      | 1821      | André Tourne             |                                                                         | |
| 1821      | 1826      | Jean-Pierre Goni         |                                                                         | |
| 1826      | 1830      | André Tourne             |                                                                         | |
| 1830      | 1838      | Jacques Rovira           |                                                                         | |
| 1838      | 1842      | Jean-Pierre Goni         |                                                                         | |
| 1842      | 1846      | Jacques Rovira Jalabert  |                                                                         | |
| 1846      | 1847      | Simon Puget              |                                                                         | |
| 1847      | 1848      | André Tourne             |                                                                         | |
| 1848      | 1851      | Michel Clar              |                                                                         | |
| 1851      | 1866      | Jacques Rovira Jalabert  |                                                                         | |
| 1866      | 1870      | Michel Clar              |                                                                         | |
| 1870      | 1871      | Barthélémy Boyer         |                                                                         | |
| 1871      | 1876      | Jean-Pierre Molins       |                                                                         | |
| 1876      | 1877      | Jean Guillemoles         |                                                                         | |
| 1877      | 1878      | Barthélémy Boyer         |                                                                         | |
| 1878      | 1878      | Jean-Baptiste Hostailler |                                                                         | |
| 1878      | 1881      | Asque                    |                                                                         | |
| 1881      | 1884      | Jean-Baptiste Hostailler |                                                                         | |
| 1884      | 1888      | Barthélémy Boyer         |                                                                         | |
| 1888      | 1892      | Pierre Coubris           |                                                                         | |
| 1892      | 1900      | Jean Gony                |                                                                         | |
| 1900      | 1904      | Michel Coubris           |                                                                         | |
| 1904      | 1912      | Boniface Escudier        | SFIO                                                                    | Ouvrier agricole |
| 1912      | 1917      | Raymond Salvat           |                                                                         | |
| 1917      | 1919      | Pierre Surjus            |                                                                         | |
| 1919      | 1925      | Raymond Salvat           |                                                                         | |
| 1925      | 1929      | Dominique Terris         |                                                                         | |
| 1929      | 1943      | Casimir Payret           |                                                                         | |
| 1943      | 1944      | Jean Vallarino           |                                                                         | |
| 1944      | 1960      | Louis Doutres            | SFIO[réf. nécessaire]                                                   | Agriculteur |
| 1960      | mars 1977 | Ferdinand Pouquet        | SFIO puis PS                                                            | Agriculteur |
| mars 1977 | mars 2008 | Romain Escudier          |                                                                         | Vice-président de la CA Perpignan Méditerranée (2003 → 2008)                                                                                     |
| mars 2008 | En cours  | Jean-Louis Chambon,      | PS ensuite DVG puis SE enfin LR soutien LREM lors des législatives 2022 | Fonctionnaire retraité Conseiller général du canton de Perpignan-2 (2011 → 2015) Conseiller départemental du canton de Perpignan-5 (2015 → 2021) |

## Population et société

### Démographie ancienne
La population est exprimée en nombre de feux (f) ou d'habitants (H).
| 1358 | 1365 | 1378 | 1470 | 1515 | 1709 | 1720 | 1730 | 1767  |
| ---- | ---- | ---- | ---- | ---- | ---- | ---- | ---- | ----- |
| 46 f | 37 f | 2 f  | 2 f  | 1 f  | 39 f | 30 f | 31 f | 139 H |

| 1774 | 1789 | 1790 | - | - | - | - | - | - |
| ---- | ---- | ---- | - | - | - | - | - | - |
| 31 f | 42 f | 72 H | - | - | - | - | - | - |

### Démographie contemporaine
L'évolution du nombre d'habitants est connue à travers les recensements de la population effectués dans la commune depuis 1793. Pour les communes de moins de 10 000 habitants, une enquête de recensement portant sur toute la population est réalisée tous les cinq ans, les populations de référence des années intermédiaires étant quant à elles estimées par interpolation ou extrapolation. Pour la commune, le premier recensement exhaustif entrant dans le cadre du nouveau dispositif a été réalisé en 2007.

En 2022, la commune comptait 6 575 habitants, en évolution de +12,99 % par rapport à 2016 (Pyrénées-Orientales : +3,92 %, France hors Mayotte : +2,11 %).
| 1793 | 1800 | 1806 | 1821 | 1831 | 1836 | 1841 | 1846 | 1851 |
| ---- | ---- | ---- | ---- | ---- | ---- | ---- | ---- | ---- |
| 145  | 175  | 196  | 314  | 310  | 345  | 373  | 440  | 450  |

| 1856 | 1861 | 1866 | 1872 | 1876 | 1881 | 1886 | 1891 | 1896 |
| ---- | ---- | ---- | ---- | ---- | ---- | ---- | ---- | ---- |
| 485  | 505  | 556  | 630  | 757  | 926  | 926  | 941  | 938  |

| 1901  | 1906  | 1911  | 1921  | 1926  | 1931  | 1936  | 1946  | 1954  |
| ----- | ----- | ----- | ----- | ----- | ----- | ----- | ----- | ----- |
| 1 016 | 1 020 | 1 116 | 1 063 | 1 013 | 1 110 | 1 066 | 1 009 | 1 050 |

| 1962  | 1968  | 1975  | 1982  | 1990  | 1999  | 2006  | 2007  | 2012  |
| ----- | ----- | ----- | ----- | ----- | ----- | ----- | ----- | ----- |
| 1 210 | 1 512 | 2 131 | 2 908 | 3 568 | 4 349 | 4 771 | 4 831 | 4 875 |

| 2017  | 2022  | - | - | - | - | - | - | - |
| ----- | ----- | - | - | - | - | - | - | - |
| 6 097 | 6 575 | - | - | - | - | - | - | - |

| selon la population municipale des années : | 1968 | 1975 | 1982 | 1990 | 1999 | 2006 | 2009 | 2013 |
| Rang de la commune dans le département      | 36   | 27   | 22   | 21   | 20   | 19   | 19   | 19   |
| Nombre de communes du département           | 232  | 217  | 220  | 225  | 226  | 226  | 226  | 226  |

### Manifestations culturelles et festivités
- Fête patronales : 6 janvier et 3e dimanche de mai[47].

### Sports
- Club de rugby à XV, le SOC (Stade olympique canouhard), champion du Roussillon 2e série en 1976 et 1979, 1re série en 1980 3e série 2003-2004 et quart de finaliste en championnat de France la même année. Champion de France 2e série en 1976 lors d'une finale disputée à Foix.
- Club de football, avec quatre équipes, une équipe féminine et un club corpo.
- Club de tennis de table, une activité escalade, un club de judo, un club de taekwondo, un club de pétanque, un club de jeu lyonnais (sport-boules) créé en 1946.

## Économie

### Revenus
En 2018, la commune compte 2 743 ménages fiscaux, regroupant 6 420 personnes. La médiane du revenu disponible par unité de consommation est de 22 110 € (19 350 € dans le département). 54 % des ménages fiscaux sont imposés (42,1 % dans le département).

### Emploi
|                | 2008   | 2013   | 2018   |
| -------------- | ------ | ------ | ------ |
| Commune        | 6,8 %  | 7,5 %  | 10,6 % |
| Département    | 10,3 % | 12,9 % | 13,3 % |
| France entière | 8,3 %  | 10 %   | 10 %   |

En 2018, la population âgée de 15 à 64 ans s'élève à 3 841 personnes, parmi lesquelles on compte 76,6 % d'actifs (66 % ayant un emploi et 10,6 % de chômeurs) et 23,4 % d'inactifs,. En  2018, le taux de chômage communal (au sens du recensement) des 15-64 ans est inférieur à celui du département, mais supérieur à celui de la France, alors qu'en 2008 il était inférieur à celui de la France.
La commune fait partie de la couronne de l'aire d'attraction de Perpignan, du fait qu'au moins 15 % des actifs travaillent dans le pôle,. Elle compte 901 emplois en 2018, contre 731 en 2013 et 692 en 2008. Le nombre d'actifs ayant un emploi résidant dans la commune est de 2 555, soit un indicateur de concentration d'emploi de 35,3 % et un taux d'activité parmi les 15 ans ou plus de 57,6 %.
Sur ces 2 555 actifs de 15 ans ou plus ayant un emploi, 502 travaillent dans la commune, soit 20 % des habitants. Pour se rendre au travail, 89,6 % des habitants utilisent un véhicule personnel ou de fonction à quatre roues, 1,7 % les transports en commun, 5,4 % s'y rendent en deux-roues, à vélo ou à pied et 3,3 % n'ont pas besoin de transport (travail au domicile).

### Revenus de la population et fiscalité
En 2010, le revenu fiscal médian par ménage était de 33 561 €.

## Culture locale et patrimoine

### Monuments et lieux touristiques

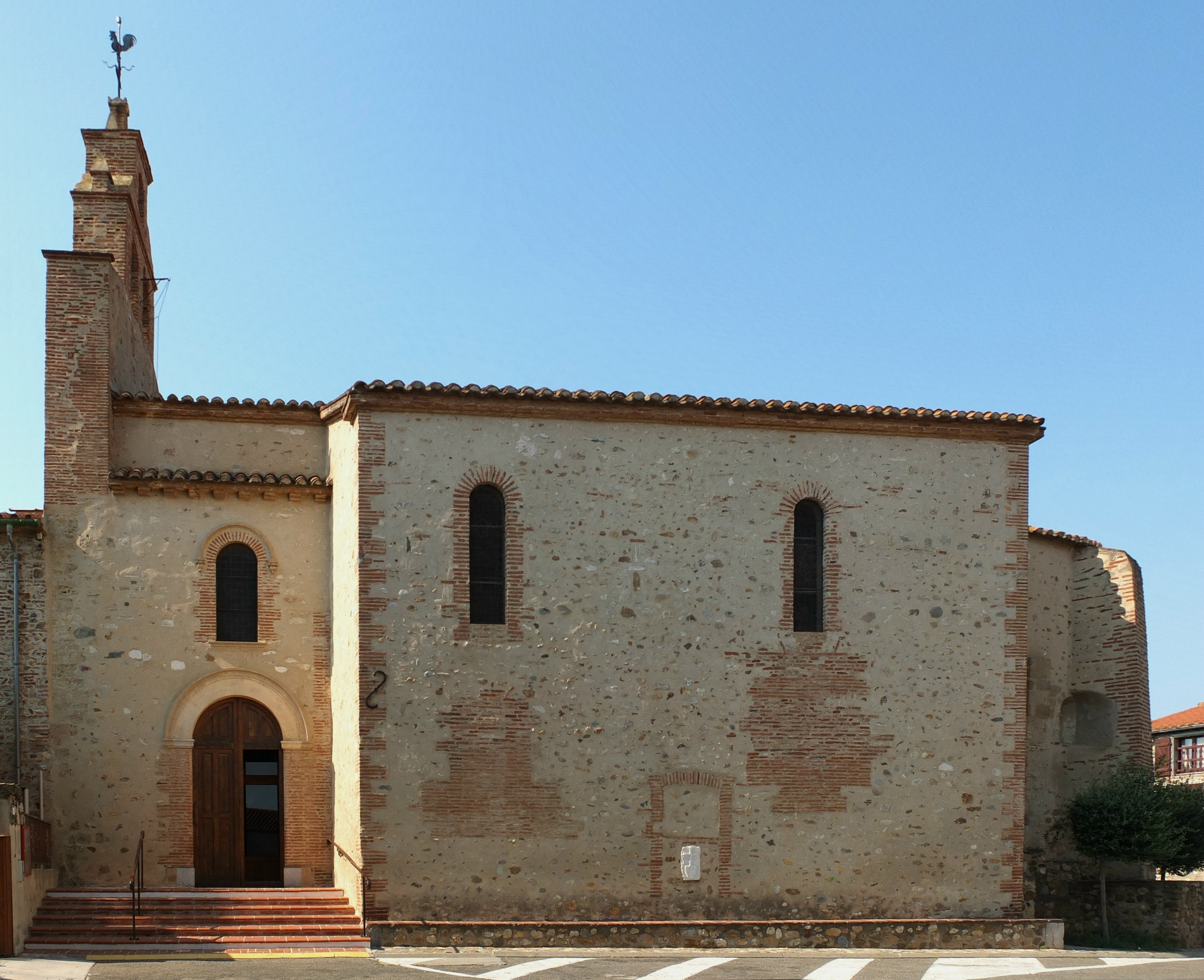
L'église Saint-Cyr-et-Sainte-Julitte

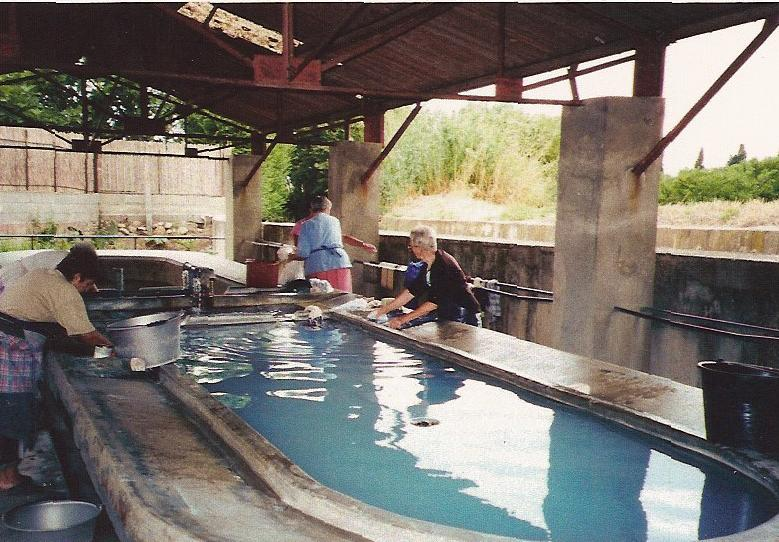
Le lavoir public.

L'église Saint-Cyr-et-Sainte-Julitte (ou Sant-Quirc Santa-Julite) ( Inscrit MH (1972)) est dédiée à saint Cyr.
Au XIXe siècle, on adjoint deux collatéraux de part et d'autre de la nef romane (en 1876 et 1878). Ces travaux causent l'effondrement de toute la nef. Il ne reste donc de roman, mis à part l'abside, que le massif occidental de l'édifice, ou du moins partiellement. Une restauration récente y a mis au jour une fenêtre géminée.
- Le lavoir : Le 27 octobre 1894, M. Fournols, architecte, dresse le plan du lavoir que l'on va établir sur le « Correch des Romanis ». Ce lavoir se composait à l'origine d'un bassin en ciment placé au niveau du sol. Modifié par la suite, il est toujours ouvert au public.

Le tunnel de les Coves n'est pas daté par les historiens. Il est probable que cette œuvre a été réalisée ou du moins continuée et confortée par les moines bénédictins de l'abbaye de Lagrasse (située sur les bords de l'Orbieu dans l'Aude), dont Canohès était une possession du XIIe siècle jusqu'à la Révolution. La tradition aurait tendance à en attribuer la construction aux Templiers. Cet émissaire souterrain a pour vocation d'évacuer les eaux de la cuvette naturelle de « la Prada », qui collecte les eaux de pluie amenées par les « agulles », et est à l'origine du « Ganganell » qui arrose Perpignan. Ce tunnel n'était sans doute pas unique puisque l'on parle également de « Coves velles ». Dans le passé, il a permis la mise en culture de nouvelles terres et l'assainissement du territoire. Aujourd'hui, il assure toujours sa fonction qui est essentielle pour le village. En effet, son obturation provoquerait l'inondation de plusieurs hectares de terre. Creusé sous un plateau, il se situe à certains endroits à 15 m de profondeur.
Le monument funéraire d'Auguste Estrade (au cimetière du village), décédé le 6 septembre 1892, qui était propriétaire du Mas du Moulin : construit par l'entreprise Sarda de Perpignan sous le contrôle de M. Viggo Dorph-Petersen, architecte danois (Danemark 1851 - Perpignan 1937), selon les dessins de M. Estrade, il a été terminé le 8 mai 1896. En céramique romaine, il fait 11,80 m de haut. C'est un monument d'inspiration hellénique : il rappelle le trophée chorégique de Lysicrate (-334) à Athènes. Sa construction a été commandée par l'Institut de France à Paris auquel Estrade avait laissé ses instructions.
Le monument aux morts se trouve dans un petit square devant le cimetière. Il s'agit d'une stèle en granit d'une hauteur totale de 3,18 m, surmontée d'une Pietà en bas-relief et de l'inscription « À nos Morts ». Elle porte une plaque de marbre blanc sur laquelle sont gravés les noms des Morts pour la France du village : 45 morts lors de la Première Guerre mondiale et 12 lors de la Seconde Guerre mondiale. Il a été inauguré le 14 juillet 1948 en présence de Louis Doutres, maire de la commune à l'époque, et du docteur Guiry, président du Comité qui a initié et financé le projet par souscription publique.

### Équipements culturels
- Foyer rural et culturel : celui-ci héberge une bibliothèque, une activité randonnée, un club photo-vidéo, un club informatique, un club de volley-ball, un groupe de danse country, un groupe sardaniste et un groupe folklorique.

Clubs Culturels
- Club de Point Compté.
- Association « Patrimoine Histoire et Collections de Cànohes et des Environs » qui afin de préserver le patrimoine du village recherche et réunit dans ses « cahiers », tous documents, écrits, photos, se rapportant à l'histoire de Canohès et de ses habitants et réunit les collectionneurs de cartes postales, timbres, etc.
- Le Groupement Féminin qui recouvre, la cuisine, la couture, la peinture sur porcelaine et le cartonnage.
- Le Club des retraités.
- La Chorale « Canohes chante ».
- Club d'échecs L'échiquier diabolique de Canohès (EDC).
- La Chorale Catalane " Les Veus de la Prada "

### Personnalités liées à la commune
- Julien Panchot (1901-1944) : résistant de la Seconde Guerre mondiale né à Canohès ;
- Richard Milian (1960-) : matador né à Canohès ;
- Le Joueur du grenier (alias Frédéric Molas) (1982-) : testeur de jeux vidéo rétro sur Internet, vivait et tournait ses émissions dans cette commune.